# Tên miền quốc tế hóa
Tên miền quốc tế hóa (internationalized domain name- IDN) là một tên miền Internet có chứa ít nhất một nhãn được hiển thị trong các ứng dụng phần mềm, toàn bộ hoặc một phần, trong một tập lệnh hoặc bảng chữ cái dành riêng cho ngôn ngữ, như tiếng Ả Rập, tiếng Trung Quốc, Cyrillic, Tamil Các ký tự dựa trên bảng chữ cái tiếng Do Thái hoặc bảng chữ cái Latinh có dấu phụ hoặc chữ ghép, chẳng hạn như tiếng Pháp. Các hệ thống chữ viết này được mã hóa bởi các máy tính bằng Unicode nhiều byte. Tên miền quốc tế hóa được lưu trữ trong Hệ thống tên miền dưới dạng chuỗi ASCII bằng cách sử dụng phiên âm Punycode.
Hệ thống tên miền (DNS), thực hiện dịch vụ tra cứu để dịch tên thân thiện với người dùng thành địa chỉ mạng để định vị tài nguyên Internet, bị hạn chế trong thực tế  đối với việc sử dụng các ký tự ASCII, giới hạn thực tế ban đầu đặt tiêu chuẩn cho tên miền chấp nhận. Quốc tế hóa tên miền là một giải pháp kỹ thuật để dịch các tên được viết bằng các tập lệnh gốc ngôn ngữ thành biểu diễn văn bản ASCII tương thích với Hệ thống tên miền. Tên miền quốc tế hóa chỉ có thể được sử dụng với các ứng dụng được thiết kế riêng cho việc sử dụng đó; họ không yêu cầu thay đổi cơ sở hạ tầng của Internet.
IDN ban đầu được Martin Dürst đề xuất vào tháng 12 năm 1996 và được Tan Juay Kwang và Leong Kok Yong dưới sự hướng dẫn của Tan Tin Wee thực hiện vào năm 1998. Sau nhiều cuộc tranh luận và nhiều đề xuất cạnh tranh, một hệ thống gọi là Quốc tế hóa tên miền trong ứng dụng (Internationalizing Domain Names in Applications - IDNA)  đã được thông qua như một tiêu chuẩn và đã được triển khai trong một số tên miền cấp cao nhất.
Trong IDNA, thuật ngữ tên miền quốc tế hóa có nghĩa là cụ thể bất kỳ tên miền nào chỉ bao gồm các nhãn mà thuật toán IDNA ToASCII (xem bên dưới) có thể được áp dụng thành công. Vào tháng 3 năm 2008, IETF thành lập một nhóm làm việc IDN mới để cập nhật  giao thức IDNA hiện tại.
Vào tháng 10 năm 2009, Tập đoàn quản lý tên và số hiệu cấp phát Internet (ICANN) đã phê duyệt việc tạo các tên miền cấp cao nhất quốc tế (IDN ccTLD) trên Internet sử dụng tiêu chuẩn IDNA cho các tập lệnh ngôn ngữ bản địa. Vào tháng 5 năm 2010, ccTLD IDN đầu tiên đã được cài đặt trong vùng DNS gốc.